# Zermatt
Zermatt és un municipi del cantó suís del Valais, situat al districte de Visp. El municipi és conegut per tenir en el seu terme el mont Cerví o Matterhorn. Forma part de la Vall del Roine i l'Oberland de Berna. L'estació alpina és de les més famoses d'Europa. Està situada a la capçalera de la vall de Sant Niklaus, el Nikolaital.

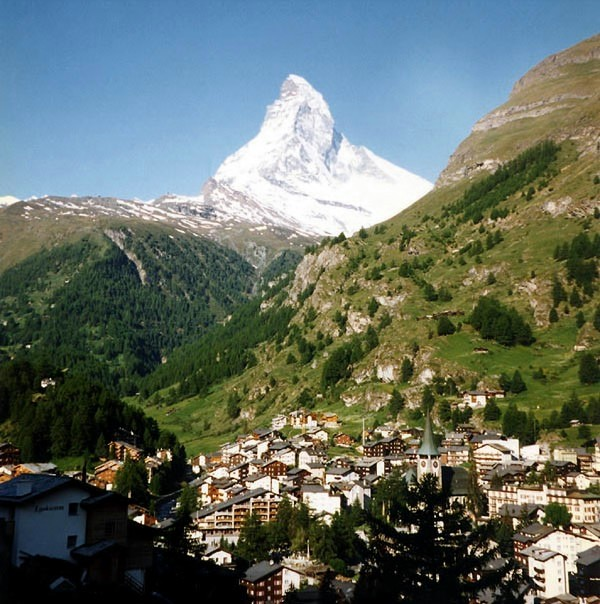
El poble de Zermatt i el Cerví al fons.

## Geografia
Zermatt és un complex turístic situat al fons de la vall de Cerví (en alemany Matterhorn), situat al sud de Suïssa. La comuna, situada a 1620 metres sobre el nivell del mar, s'ha fet famosa pel fet d'estar situada al costat del famós pic del Matterhorn i per ser la base de l'enorme estació d'esquí de Zermatt i Breuil-Cervinia. Entre els seus atractius turístics destaquen el Gornergrat, un mirador situat a 3090 m d'altitud des d'on es poden contemplar impressionants vistes del Matterhorn, el Mont Rosa i l'entorn en general.
Políticament limita al nord amb la comuna de Täsch, a l'est amb Saas Almagell, al sud-est amb les comunes italianes d'Alagna Valsesia, Ayas, Bionaz, Gressoney-la-Trinité, Macugnaga i Valtournenche; i a l'oest amb Anniviers, Évolène i Randa. 

## Història

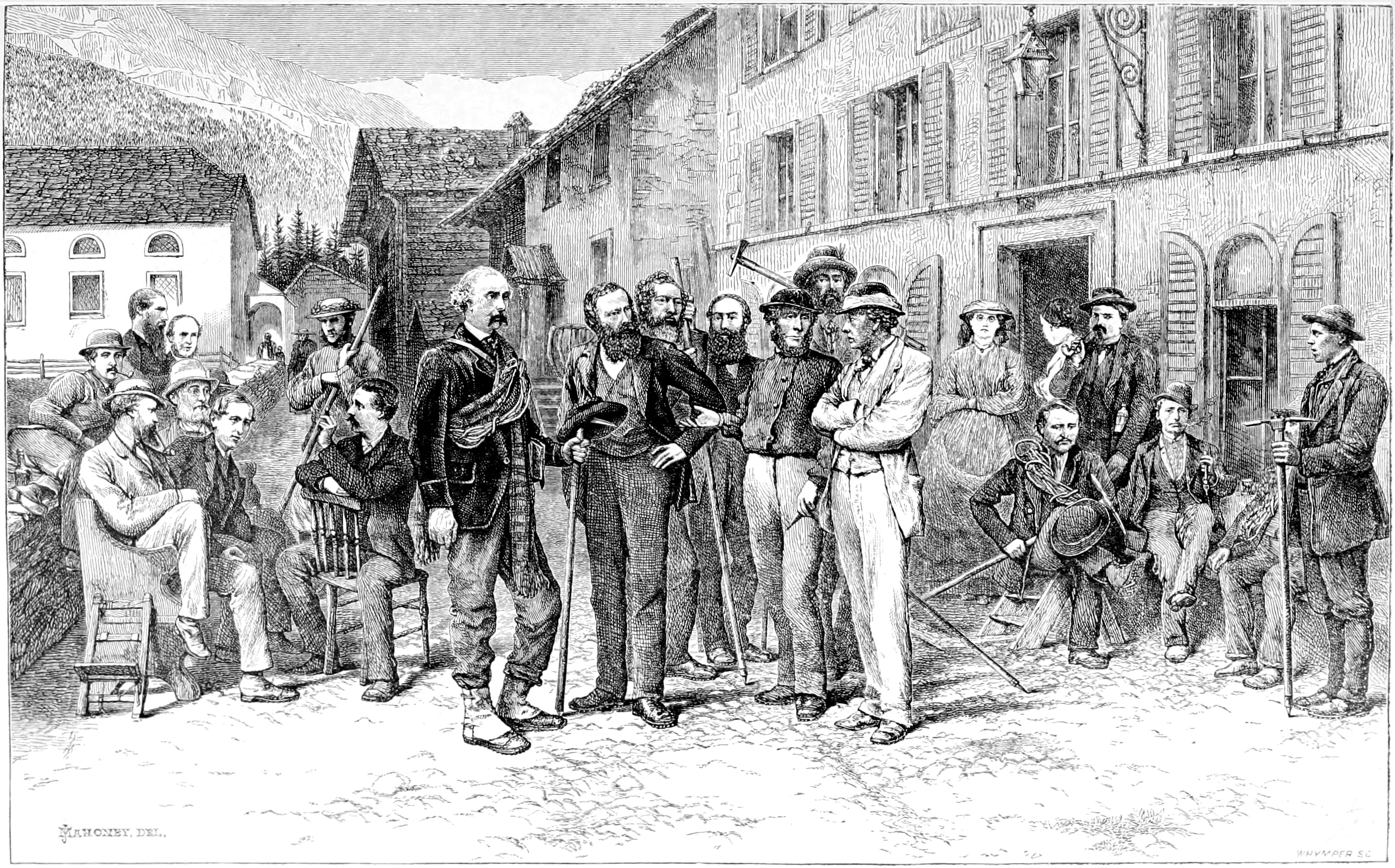
L'ascensió del Matterhorn - The club-room of Zermatt, el 1864

La seva primera ascensió el 1865 va marcar un abans i un després en la història de l'alpinisme a Zermatt. Amb l'arribada del ferrocarril a la població, a mitjans el segle xix, l'obertura del cremallera de Gornergrat, que ascendeix fins als 3.089 i la inauguració dels primers remuntadors mecànics a mitjans el segle xx van facilitar l'arribada de muntanyencs, esquiadors i turistes a Zermatt, mantenint intacte en tot moment el centre històric de la població, amb les seves cases de fusta i els seus mazouts amb més de 500 anys d'antiguitat. A poc a poc es van obrir més hotels, restaurants i refugis de muntanya, comptant sempre amb l'atracció magnètica del Matterhorn, autèntica atracció que guia els passos de muntanyencs de tot el món. Amb el pas dels anys, Zermatt va ampliar el seu domini esquiable, arribant fins a la glacera Theodul, al Plateau Rosa i el cim del Matterhorn glacier paradise (3.883m), on hi ha el telefèric, el telecadira, l'ascensor i la gruta de gel més alts d'Europa. A Zermatt també es troba el primer funicular subterrani de Suïssa, el Sunnegga express, actualment un dels més ràpids i moderns del món. Va ser a Sunnegga on es va inaugurar el primer remuntador mecànic de Zermatt, durant els anys 40 de segle xx. Zermatt - Matterhorn segueix una interessant política mediambiental, que li permet ser una de les poques poblacions suïsses lliures de vehicles de motor. Membre de l'associació Best of the Alps, que reuneix a les millors poblacions de muntanya dels Alps, Zermatt s'ha convertit també en tot un referent en hostaleria i gastronomia de muntanya.
Durant l'any 2015, Zermatt commemora els 150 anys de la primera ascensió a l'Matterhorn, capitanejada per l'anglès Edward Whymper.